# State of Play (série de televisão)
State of Play é uma série de televisão britânica, escrita por Paul Abbott e dirigida por David Yates, que foi transmitida pela primeira vez na BBC One em 2003. A série conta a história da investigação de um jornal sobre a morte de um pesquisadora política e centra-se na relação entre o principal jornalista, Cal McCaffrey, e seu velho amigo, Stephen Collins, que é membro do Parlamento e patrão da mulher assassinada. A série se passa principalmente em Londres e foi produzida pela BBC em associação com a produtora independente Endor Productions. A série é estrelada por David Morrissey, John Simm, Kelly Macdonald, Polly Walker, Bill Nighy e James McAvoy nos papéis principais.
State of Play foi a primeira tentativa de Abbott de escrever um thriller político, e ele inicialmente fez a maior parte do enredo à medida que avançava. Foi o terceiro projeto de Abbott para o canal, após Clocking Off e Linda Green. A série também foi um grande ponto de virada na carreira de diretor David Yates, quando ele começou a dirigir vários outros projetos na televisão após seu trabalho na série.
A série de seis episódios foi transmitida pela BBC One nas noites de domingo às 21h00 de 18 de maio a 22 de junho de 2003. O segundo, terceiro, quarto e quinto episódio foram inicialmente exibidos na BBC Four (através da TV digital) nas noites anteriores a transmissão da BBC One; no entanto, o episódio seis foi ao ar na BBC One, de modo a não permitir que as reviravoltas finais fossem estragadas para aqueles que não tinham acesso à televisão digital. Em 2004, a série foi exibida nos Estados Unidos no canal BBC America. Em 2005, a série foi lançada em DVD pela BBC Worldwide, em um conjunto de dois discos. O primeiro episódio apresenta um comentário em áudio de Abbott e Yates e o sexto episódio, um comentário de Yates, da produtora Hilary Bevan-Jones e do editor Mark Day.
O sucesso e a repercussão da série levou Abbott a ser contratado para escrever uma sequência, antes mesmo que a primeira temporada fosse ao ar. Em 2006, entretanto, uma segunda temporada de State of Play parecia ter sido abandonada, com Abbott dizendo a Mark Lawson no Front Row da BBC Radio 4 em novembro que ele "não conseguia encontrar uma maneira de fazer a história funcionar".

## Elenco
- John Simm como Cal McCaffrey
- David Morrissey como Stephen Collins MP
- Kelly Macdonald como Della Smith
- Bill Nighy como Cameron Foster
- James McAvoy como Dan Foster
- Polly Walker como Anne Collins
- Philip Glenister como Inspetor chefe William Bell
- Marc Warren como Dominic Foy
- James Laurenson como George Fergus MP
- Benedict Wong como Pete Cheng
- Amelia Bullmore como Helen Preger
- Deborah Findlay como Greer Thornton
- Tom Burke como Syd Hardy
- Rebecca Ryan como Karen Collins
- Rory McCann como Inspetor Stuart Brown
- Michael Feast como Andrew Wilson
- Rebekah Staton como Liz Dixon
- Johann Myers como Sonny Stagg
- Maureen Hibbert como Olicia Stagg
- Shauna Macdonald como Sonia Baker
- Christopher Simpson como Adam Greene

## Recepção
No Rotten Tomatoes a série tem 100% de aprovação por parte da crítica. Consenso do site diz: "State of Play explode com intriga e textura à medida que segue levando a fins diabólicos ao mesmo tempo que oferece uma defesa estimulante da integridade jornalística".

### Prêmios e indicações
Bill Nighy ganhou o British Academy Television Awards de Melhor Ator por seu papel. A série também ganhou um Prêmio Peabody em 2004. Também ganhou importantes prêmios da Royal Television Society, Banff World Media Festival, Broadcasting Press Guild, Cologne Conference, Directors Guild of Great Britain, Edgar Awards e do Festival de Televisão de Monte Carlo.

## Adaptação
State of Play foi adaptado para o cinema e lançado nos Estados Unidos em abril de 2009. O enredo manteve semelhanças com a série original, mantendo os personagens principais, mas com sua localização alterada para Washington, DC,.
O filme foi dirigido por Kevin Macdonald e estrelado por Ben Affleck, Russel Crowe, Rachel McAdams e Helen Mirren.